# 서던 록
서던 록(Southern rock)은 컨트리, 블루스, R&B 등 미국 남부 특유의 음악을 내세운 록이다. 60년대에서 80년대에 걸쳐, 록 음악이 다양하게 세분화되어가는 과정에서 생긴 카테고리 중 하나이다. 

## 같이 보기
- 컨트리 록
- 하트랜드 록
- 루츠 록